# Giuseppe Guerini
Giuseppe Guerini (Gazzaniga, provincia de Bérgamo, 14 de febrero de 1970) es un ciclista italiano que fue profesional entre 1993 y 2007, años en los que logró ocho victorias.
Fue tercero en el Giro de Italia en dos ocasiones, en las ediciones de 1997 y 1998.
En 1999 ganó la etapa del Tour de Francia con final en Alpe d'Huez, a pesar de que, cerca de la línea de meta, un aficionado se cruzó delante de él para tomar una fotografía y ambos cayeron al suelo.

## Palmarés
| 1994 - 1 etapa de la Vuelta a Portugal 1995 - 2 etapas de la Semana Lombarda 1996 - 1 etapa de la Ruta del Sur 1997 - 3.º en el Giro de Italia 1998 - 3.º en el Giro de Italia, más 1 etapa - 1 etapa de la Semana Lombarda | 1999 - 1 etapa del Tour de Francia 2002 - 1 etapa de la Setmana Catalana 2005 - 1 etapa del Tour de Francia |

## Resultados en Grandes Vueltas
Durante su carrera deportiva consiguió los siguientes puestos en las Grandes Vueltas:
| Carrera | Carrera         | 1993 | 1994 | 1995 | 1996 | 1997 | 1998 | 1999 | 2000 | 2001 | 2002 | 2003 | 2004 | 2005 | 2006 | 2007 |
| ------- | --------------- | ---- | ---- | ---- | ---- | ---- | ---- | ---- | ---- | ---- | ---- | ---- | ---- | ---- | ---- | ---- |
|         | Giro de Italia  | —    | 32.º | 31.º | 22.º | 3.º  | 3.º  | —    | —    | 44.º | —    | —    | —    | —    | —    | —    |
|         | Tour de Francia | —    | —    | —    | 27.º | 53.º | —    | 22.º | 26.º | 39.º | 80.º | 35.º | 25.º | 20.º | 25.º | —    |
|         | Vuelta a España | Ab.  | —    | —    | —    | —    | Ab.  | Ab.  | —    | —    | —    | —    | —    | —    | —    | Ab.  |

 —: No participa

Ab.: Abandona

## Equipos
- Navigare (1993-1995)
- Team Polti (1996-1998)
- Telekom/T-Mobile (1999-2007)
  - Team Telekom (1999-2003)
  - T-Mobile Team (2004-2007)